# 乔瓦尼·兰萨
多梅尼科·乔瓦尼·朱塞佩·马里亚·兰萨(Domenico Giovanni Giuseppe Maria Lanza) (1810年2月15日—1882年3月9日)  意大利政治家。 

## 生平
兰萨出生在皮埃蒙特的卡萨莱蒙费拉托，在撒丁王国首都都灵学医，后回到卡萨莱行医。在隆卡利亚（Roncaglia）附近开发他的33公顷地产，发展农业，在蒙费拉托最早引入现代设备(铁犁、播种机等)，对贫穷的孩子进行农业教育，希望能实现一次“对我们的农业工人改良他们的农业和改善道德知识”。
他也是都灵高山农业协会（Associazione Agraria Subalpina）的活跃成员，并担任协会书记。该协会是关心在政治和经济、以及在农业领域的改革，及其带来的自由民族主义的复兴运动。1847年9月兰萨在卡萨莱议会喊出“意大利自由和独立万岁！”（“Viva l’Italia libera ed indipendente!”）后来他评论该事件:“我没有加入协会，纯粹是为了提高种植白菜。”, 
1848年兰萨当选为皮埃蒙特的议会议员，加入加富尔的党派，为加富尔关注经济和金融问题。1855年任加富尔内阁的公共教育部长，1858年任财政部长。1859年7月跟随加富尔临时退休。维拉弗兰卡和约签署后，担任一年(1860 - 1861)的众议院议长，1864 - 1865年在阿方索·费雷罗·拉马尔莫拉侯爵内阁任内政部长，并安排了迁都佛罗伦萨。1869年第二次当选众议院议长，由于反对梅纳布雷亚伯爵政府的金融政策而辞职。
1869年12月兰萨组建了新内阁，自己兼任内政部长，奎因蒂诺·塞拉（Quintino Sella）作为财政部长，试图重组意大利财政。1873年因塞拉的政策被否决而辞职。 